# Han Xiandi
Han Xiandi, född 181, död 234, var en kinesisk monark. Han var kejsare av Handynastin 189 - 220 e.Kr.